# 바실리오스 1세
바실리오스 1세(그리스어: Βασίλειος Α΄ο Μακεδών, 811년경 - 886년 8월 29일)는 867년부터 886년까지 동로마 제국의 황제였다. 그는 전임 황제를 암살하고 제위에 올랐으나 동로마 제국의 뛰어난 황제를 배출한 마케도니아 왕조를 열었고 이른바 마케도니아 르네상스라는 비잔티움 부흥의 발판을 마련한 황제였다.

## 생애

### 아르메니아 출신 농부
바실리오스는 아르메니아 혈통으로, 그의 부모가 아르메니아의 농부였는데 아마도 당시 많은 아르메니아인들이 그렇듯이 트라키아로 이주하여 살았던 것으로 보인다. 불가르족의 칸 크룸이 침입하여 사람들을 도나우강 너머의 마케도니아로 포로로 잡아갔을 때 바실리우스도 잡혀가 어린 시절을 그 곳에서 보냈다. 이 때문에 그의 별칭이 마케도니아인(Μακεδών)이 되었는데 사실상 마케도니아와는 아무런 관계가 없다.
농부 출신이었던 그는 무식하여 글도 몰랐고 형편없는 아르메나아 억양의 그리스어를 구사했다고 한다. 대신 그는 힘이 아주 세고 말을 다루는 솜씨가 매우 뛰어났으며 아마도 이 때문에 황제의 총애를 받게 된 것으로 보인다. 일설에는 그가 레슬링 챔피언인 불가르족의 거한을 한번에 거꾸러 뜨렸다고도 하며 황제 미카일 3세의 사나운 말을 잘 다루어 황제의 눈에 띄었다고 한다. 미카일에 의해 황궁으로 들어오게 된 바실리우스는 황제의 개인 경호원이자 친구로 있으면서 초고속으로 승진하여 마침내 황제의 시종장이 되었다.
황궁에 들어온 다음 미카일은 바실리우스에게 첫 번째 아내인 마리아와 이혼하게 하고 자신의 첫사랑이자 정부(情婦)인 에우도키아 잉게리나와 결혼하게 하여 그녀를 황궁으로 끌어들였다. 그 대신 바실리우스에게는 자신의 누이 테클라를 수녀원에서 데려와 불륜 상대로 만들어 주었다. 이 때문에 866년 9월 19일에 에우도키아 잉게리나가 낳은 아들 레오는 바실리우스의 아들이 아니라 황제 미카일의 아들이라는 의혹이 있었다. 당시의 기록에는 이미 콘스탄티노폴리스에서 레오가 미카일의 아들이라는 소문은 거의 일반적이었으며 바실리우스가 평생 레오를 미워한 점으로 미루어 아마도 이 의혹은 아마도 사실로 보인다.

### 황제에 오르다
시종장으로서 바실리우스는 점점 권력에 대한 야망을 드러냈고 황제에 대한 영향력을 강화하기 시작했다. 이 때문에 사실상 황제 미카일을 대신해 제국을 통치하고 있던 황제의 외삼촌 바르다스와 갈등을 빚었다. 바실리우스와 바르다스간에 사이는 점점 벌어졌으며 급기야 866년 황제와 바실리우스는 바르다스에게 적대적 의도가 없다는 것을 공개적으로 선언하고 하기아 소피아 대성당의 유물 중에서도 가장 귀중한 성유물인 예수의 성혈로 문서에 서명까지 하였다(바실리우스는 글자를 몰랐기 때문에 그냥 X표시만 하였다). 같은 해 황제 미카일은 아직까지 이슬람 세력으로부터 수복하지 못한 크레타섬에 대한 원정을 벌였는데 밀레투스 부근에 이르렀을 때 바실리우스가 바르다스를 암살하였다. 이 암살사건에 미카일이 관여했는지는 분명치 않으나 후속 사태를 보면 아마도 관여했을 가능성이 높아 보인다.
강력한 경쟁자를 제거한 바실리우스는 곧 황제를 부추겨 자신을 공동황제로 임명하게 했다. 그러나 이 무렵 미카일은 알코올 중독에 빠져 살았고 술을 먹지 않으면 항상 전차 경주만 생각했기 때문에 사실상 제대로 된 통치를 할 수 없었다. 미카일은 점점 친구인 바실리우스를 멀리하게 되었고 바실리우스의 간섭을 싫어하게 되었다. 결국 바실리우스는 바르다스를 죽일 때처럼 다시 한번 음모를 꾸몄고 867년 9월 24일 침실에서 잠자고 있던 미카일을 암살한 후 스스로 단독 황제가 되었다.

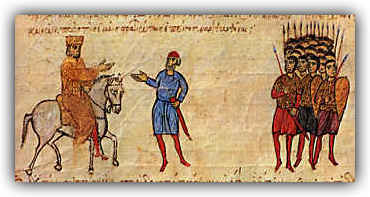
바실리우스의 생애를 묘사한 그림

### 대(對)서방 정책
단독 황제가 된 이후 바실리우스는 로마 교회와 사이가 좋지 않던 콘스탄티노폴리스 총대주교 포티우스를 해임하였다. 그는 유스티니아누스 대제 이래로 처음으로 서방의 제국 영토 회복을 구상하고 있었는데 이를 위해서는 우선 교황과의 관계를 개선할 필요가 있었기 때문이었다. 교황 하드리아노 2세는 정교회와의 관계 개선을 위한 목적으로 사절을 제국으로 파견하였고 869년부터 870년까지 공의회를 열었는데 때마침 불가리아의 보리스 1세가 불가리아 총대주교구를 인정해 달라고 요청해 오는 일이 있었다. 바실리우스는 이를 기회로 불가리아를 다시 콘스탄티노폴리스의 관할로 만드는 데 성공했으나 교황과의 관계는 다시 벌어지게 되었다.
비슷한 시기 서방황제인 루트비히 2세가 남부 이탈리아의 사라센을 몰아내는 데 도와줄 것을 요청해 왔고 이에 응답하여 바실리우스는 871년 해군 함대를 지원군으로 보내어 사라센족의 거점인 바리를 탈환하는 데 성공했다. 그러나 곧 다시 서방제국(帝國)과의 사이가 벌어졌는데 그 이유는 바실리우스가 루트비히를 단순히 프랑크 국왕이라고만 불렀고, 루트비히도 스스로를 ‘로마인의 황제’(Imperator Romaorum)로 칭하여 갈등이 빚어졌기 때문이다.

### 군사적 성공
제국의 해군이 아드리아해에서 사라센을 공격하는 동안 제국의 육군은 동방에서 사라센과 파울리키아파와 전투를 벌였다. 바실리우스는 처남 크리스토포루스에게 군사를 주어 파울리키아파를 아나톨리아의 심장부로 몰아나게 하였고 872년에는 주요 거점인 테프라케를 파괴하고 파울리키아파를 거의 제거하는 데 성공했다. 제국군은 계속해서 이슬람군을 몰아붙여 유프라테스강 연안의 중요한 거점 요새를 장악했고 이후 황제들이 이지역에서 동로마 제국의 영향력을 확대하는 발판을 마련하였다.
서유럽에서도 비잔티움군은 연전연승을 거듭하여 비록크레타와 시칠리아를 부속하지는 못했지만 달마티아, 베네벤토, 오트란토를 손에 넣었고 876년에는 바리도 손에 넣었다. 이후에도 계속 공격하여 사실상 남부 이탈리아 전역을 비잔티움의 영토로 수복하는 전과를 올렸다. 또한 그동안 방치되었던 비잔티움 해군 전력을 끌어올려 강력한 해군력을 보유하게 되었다.

### 문화 부흥
군사적 성공뿐만 아니라 바실리우스는 문화적으로도 큰 성공을 거두었다. 세르비아, 마케도니아에서 선교 사업도 활발해졌고 포티우스를 다시 불러들여 콘스탄티노폴리스 대학교의 교육을 맡겼다. 또한 그 자신은 문맹이었음에도 불구하고 유스티니아누스 이래로 3세기 만에 로마 법전에 대한 대대적인 개정에 나섰고 《프로케이론》(procheiron, '편람')과 《에파나고가》(Epanagoga, '입문')을 간행하였다. 물론 에파고나가의 간행은 포티우스가 저술한 것이었다.
바실리우스는 치세 말기인 10년간 대대적인 건축사업에도 나섰다. 하기아 소피아 성당을 보수하고 새로인 모자이크를 입혔으며 낡은 성 사도 성당을 개축했으며 네아라는 이름의 아름다운 새로운 성당을 지었다. 그 외에도 황궁의 목욕탕과 대문과 수많은 건물을 다시 만들거나 증축했다.

### 바실리오스의 죽음
바실리오스에게는 아들이 네 명이 있었지만 첫 번째 아내인 마리아에게서 태어난 아들인 콘스탄티누스만을 총애하고 에우도키아 잉게리나에서 낳은 레오와 다른 아들에게는 별로 관심을 보이지 않았다. 그러다가 879년 9월 사랑하는 아들 콘스탄티누스가 돌연사하자 바실리우스는 이를 자신이 제위에 오를 때 저지른 죄악에 대한 징벌로 여겨 그 이후로 깊은 우울증과 정신착란 발작을 일으키기도 하였다. 바실리우스는 특히 아들 레오에 대해 잔인할 정도로 나쁜 감정을 품고 있었고 때로는 가혹한 매질까지 하였다. 바실리우스의 말년에 총대주교 포티우스는 레오와 바실리우스 사이에서 이간질을 했고 황제를 부추겼다.
바실리오스는 886년 여름 사냥터에서 불의의 사고를 당했는데(일설에는 사슴의 뿔에 받혔다고 한다) 8월 29일 끝내 회복하지 못하고 죽었다. 그의 죽음은 의문투성이였고 죽음의 배후에 레오 6세가 있다는 의심이 있지만 밝혀진 것은 없다. 바실리우스의 뒤를 이어 레오가 황제에 올랐다.

## 가족 관계
첫 번째 부인 - 마리아
- 콘스탄티노스 : 879년 죽음

두 번째 부인 - 에우도키아 잉게리나
- 현제 레오 : 바실리우스의 뒤를 이어 황제가 됨, 훌륭한 통치로 현제(賢帝)의 칭호를 받음 (미카일 3세의 아들일 수 도 있음).
- 스테파노스 : 콘스탄티노폴리스 총대주교로 임명됨.
- 알렉산데르 : 912년 레오 6세의 뒤를 어어 황제가 됨.

## 같이 보기
- 동로마 황제